# Požar v bolnišnici svetega Antona (Effingham, Illinois)
Požar v bolnišnici svetega Antona v Effinghamu, Illinois  ZDA  se je zgodil 4. aprila leta 1949, ob 23.45 uri in je vzel življenja štiriinsedemdesetim bolnikom, med umrlimi pa je bilo enajst novorojenčkov. Požar kot je bil ta, daje še posebno globok vtis vsem v javnosti, stroki in vodstvu. Bolnišnica je bila navedena kot 100 posteljna splošna bolnišnica. Požar je terjal veliko življenj in povzročil veliko bolečih poškodb. Mrtvi so bili pacienti, dojenčki stari komaj en dan, starejši, ki so preživljali svoje zadnje dneve v zavetju bolnišnice Svetega Antona, ter zdravstveno osebje v bolnišnici. Požar se je vnel iz neznanega vzroka. Nekateri so menili, da izvira iz pralnice, iz katere naj bi se nato širil v najvišje nadstropje stavbe. Požar je bil javljen po telefonu iz tretjega nadstropja malo pred polnočjo. V nekaj urah, ko je bila tragedija sporočena, so se na prizorišču tragedije združile vse sile.

## Effingham, St. Anthony`s - Požar v bolnici Sv. Antona, 4. april 1949
Tik pred polnočjo, 4. aprila 1949, se je začelo hitro širjenje požara v St Anthony's Hospital v Effingham, Illinois.
V nekaj minutah je vzelo življenje štiriinsedemdesetim bolnikom, veliko drugih oseb pa je bilo poškodovanih . Med njimi je bilo tudi enajst novorojencev. To je bila tragična noč polna groze, žalosti in razočaranja. Vendar pa, tako kot druge velike nesreče, je ta požar povzročil  velik odmev v javnosti, medicini, stroki in bolnišničnem vodstvu. 
Kot posledica spoznanj, pridobljenih z analizo razvoja dogodkov, je veliko bolnišnic po vsej državi sprejelo tako izboljšave protipožarne zaščite kot tudi uvedbo preventivnih mehanizmov varstva pred požari.
Preden je prišlo do požara, je bila bolnišnica St Anthony stara, vendar čista in urejena, z odličnim osebjem in le z nekaj funkcijami, predvidenih za omejevanje širjenja požara. Bila je bolnišnica s stotimi posteljami, vendar je bilo v noči požara več kot 100 bolnikov; skupaj v stavbi je bilo 128 oseb, vključno z desetimi člani bolnišničnega osebja in dvema posteljama za obiskovalce. Dojenčki so bili v majhni sobi v drugem nadstropju. Originalna zgradba, v obliki 2Y2 in kletnimi prostori, je bila zgrajena leta 1876, predvsem iz opeke in lesa. Imela je tri odprta lesena stopnišča od kleti do podstrešja, brez požarnih vrat ali druge protipožarne zaščite. Pred požarom se je eno od treh stopnišč podrlo, ostala dva pa sta služila svojemu namenu. Notranjost zgradbe je bila zgrajena iz lesa, trsja in mavca, vsa vrata in tramovi pa so bili tudi iz lesa. 
V tretjem nadstropju so bile sobe grajene iz celuloznih vlaken, tako da so bile predelne stene zalite skupaj. V letih, 1912 ali 1913, so dozidali tri dele stavbe z vsemi nadstropji in kletjo. Sestavljene so bile iz opečnih sten, s tlemi ter stropniki iz lesa in ometa v notranjosti. Od kleti do tretjega nadstropja so imeli lesena požarna stopnišča brez požarnih vrat, poleg odlagališč umazanega perila. V kletnih prostorih je bila pralnica in vzdrževalni prostori. Leta 1943 so bile zgornje meje odprtih koridorjev, razen v kleti, zvočno zavarovana z uporabo gorljivih akustičnih plošč, ki so bile s stropa spuščene za 18 cm. Preostali del stranskih sten je bil prekrit z neko vrsto materiala - kot povoščeno platno. 
Proti širjenju požara v bolnišnici ni bilo nobenih načrtov . Kot v mnogih drugih starih stavbah, v tistem času je imela bolnišnica veliko določenih pomanjkljivosti, ki so bile povod za nesrečo: veliko gorljivih materialov v notranjosti, odprtih hodnikov, stopnišč in vertikalne lesene gredi, nobenih požarnih hidrantov, ni bilo sistema za odkrivanje požara, dimnih javljalnikov, ter predvsem nobenega alarmnega sistema za takojšnje opozorilo gasilcem. Komunikacija je bila preko sester svetega Frančiška, ki so prebivale v samostanu, ta pa je bil neposredno povezan z bolnišnico preko prehoda v kleti. Lokacija in natančen vzrok izvora požara ni bil nikoli določen. Vendar se predpostavlja, ko je zaposlena sestra Eustasia zavohala dim v tretjem nadstropju vzhodnega trakta, telefonirala sestri Anastasi za požar (to noč je bila dežurna) v prvo nadstropje. Sestra Anastasia je takoj klicala glavnega inženirja bolnišnice, njeno sestro namestnico v sosednji stavbi samostana in gasilsko enoto mesta Effingham. Ni bilo naprav za snemanje ali merjenje časa, kdaj je bil klic sprejet, vendar je pomočnik načelnika izjavil, da je bil alarm sprejet ob 23:48.
V nekaj urah, ko je bila tragedija sporočena, so se na prizorišču tragedije zbrali vsi odgovorni, od nedavno imenovanega načelnika Illinoiške gasilske brigade Pat-a Kelly-a, njegovih poslancev, uradnikov gradbenih oddelkov od daleč in blizu, vodij gasilcev iz velikih in malih oddelkov, predstavnikov Ameriškega zdravstvenega združenja, Illinoiške in Ameriške Javne zdravstvene službe, Ameriškega  Rdečega križa, Illinoiške nacionalne garde ter na stotine žalujočih in radovednih. Na ustih vseh prisotnih sta se porajali dve vprašanji, in sicer kaj je povzročilo požar (na to vprašanje verjetno ne bomo nikoli dobili odgovora) ter kako bi se ga dalo preprečiti.
Glavni inženir je tekel od doma oddaljenega približno sto metrov stran in poskušal pogasiti požar s prenosnim gasilnim aparatom (Po požaru, so bili štirje gasilni aparati najdeni v ruševinah, v bližini te lokacije). Več nun mu je skušalo pomagati, vendar jih je dušil dim in vročina. Ocenjuje se, da je 22 članov, gasilne enote mesta Effingham, prišlo na mesto požara v desetih minutah po prejemu alarma, vendar je do takrat ogenj že prebil streho, strop se je v tretjem nadstropju popolnoma sesul, in večina bolnikov je bilo že mrtvih. Po pozivu preko radia, so se mnogi gasilci odzvali z razdalje do 62 milj. Evakuacija vseh bolnikov v bolnišnici ni bila mogoča. Dvainštirideset oseb je umrlo v tretjem nadstropju, 29 v drugem nadstropju in tri v prvem nadstropju. Struktura gorljivosti in hitro širjenje požara na površini notranjih hodnikov skupaj z odprtimi stopnišči sta preprečila uporabo dveh zunanjih požarnih stopnišč ter dveh izhodov iz bolnišnice. Bolniki so skakali z oken ter se poškodovali ali zaradi poškodb umrli, čeprav so sosedje, nune, medicinske sestre in drugi razgrinjali blazine in premikali lestve z okna na okno.
Za sofisticirane časopisne reporterje, ki so bili že utrjeni od vsakodnevnih tragedij, izgube življenj v nasilnih smrtih, umorih, samomorih  v požarih vsako leto je bil odgovor na bolnišnično tragedijo, nič novega. Njihova naloga je bila najti zgodbo, ki bi bolnišnično tragedijo zadržala na prvi strani časopisa nekaj dni, kar bi javnost vzela za novico. Kot v vseh podobnih tragedijah, so tudi tukaj iskali trupla pod ruševinami in iskali namige ter vzroke požara. Identifikacija in določitev števila oseb v stavbi je bila težka, saj je bila vsa bolnišnična dokumentacija uničena v požaru. Preživeli, ranjeni, prizadeti ter žalostni so morali biti izprašani.
Odvisnost odkritja ognja je bila preložena na ramena enega od desetih članov zdravstvenega osebja, ki so bili na dan izbruha požara v stavbi zaradi nočnega dežurstva. Točen čas, kdaj je sestra Eustasia prvič zavohala dim v tretjem nadstropju na vzhodnem krilu mogoče ne bo nikoli znan, znano pa je, da je prva telefonirala sestri Anastasiji, nočni nadzornici, v prvem nadstropju bolnišnice. Sestra Eustasia je umrla v požaru in ni bilo nikogar, ki bi lahko izsledil njena dejanja ali sledil njeno odkritje dima v njeni enoti. 23 pacientov v tretjem nadstropju je umrlo predvsem zaradi opeklin.
Organizirane protipožarne vaje niso bile upravna praksa v bolnišnici Svetega Antona, kar ni nenavadno za nekatere kraje, kjer obstaja določena stopnja varnosti pred požarom (zaradi zgodovinskih dejstev, npr. San Francisco). Sestra Anastasija, delala je pri telefonistih, se spomni, da je hitro telefonirala glavnemu inženirju Franku Reisu, ki je živel v domu sester 100 metrov zahodno od stavbe, nadzorno sestro Ceceliano na meji samostana in Effinghamski požarni oddelek. Približen čas, ko je pomočnik glavnega inženirja Chamberlain, v času dežurstva sprejel klic je bil 23.48. V tej bolnišnici in v tistem času ni bilo nobenih snemalnih naprav,ki bi beležile pogovore v primeru požara.

## Poročilo gasilske enote
Tik pred polnočjo, 4. aprila 1949, se je začelo hitro širjenje požara v Bolnici St. Anthony's v Effingham, Illinois. To je druga najhujša nesreča v ZDA zaradi takratne zasedenosti bolnice, ki je terjala življenja  74 - ih oseb, od tega 14 otrok. Društvo gasilcev iz Effinghama je sestavljalo 26 moških, vključno s šefom, vsi razen enega, ki je bil v tem času v Chicagu, so se bojevali proti ognju. V tem času sta bili v gasilsko opremo vključeni dve črpalki s 500 galonami/min, in črpalko s 750 galonami/min. Tovornjaka z lestvijo ali katerekoli drugo napravo ni bilo. Oddelki so imeli omejeno količino dobrih gasilskih cevi in pribora, niso imeli lovilnih  mrež in bili so pomanjkljivo opremljeni z aparaturami za težko delo.  Najbližja dvižna lestev je takrat pripadala gasilnemu oddelku, ki je bil oddaljen  27 milj (milja). Pomoč so prejeli tudi od  11 gasilnih oddelkov, najbolj oddaljeni so bili tudi do 66 milj. Priče pravijo, da se je požar razširil kot ognjena krogla in večina ljudi trdi, da se je širil zelo hitro. V treh urah so se sesedla tla, streha, in del sten, zaradi česar so ostale le še ruševine, pod katerimi je bilo pokopanih veliko žrtev požara. Bolnišnica je bila zgrajena  iz kleti in 3 nadstropij. 
Zaradi  požara v bolnišnici St Anthony's, so se mnoge države in občinske oblasti, lotile obnavljanja ukrepov z namenom, da bi v prihodnje lahko preprečili tako katastrofo. Guverner Adlai Stevenson, predstojnik  gasilskega oddelka  v Illinoisu, je dal ponovno proučiti protipožarno zaščito vseh državnih in zasebnih bolnic.

## Pogasitev požara
Glavni požar je trajal približno 3 ure. Zdravstveno osebje je imelo na razpolago 28 veder z 2,5 galonami sodavice, gasilne aparate ter hidrante in cevi. Oddelek šefa Franka Wilkinsona je sestavljalo 22 mož, 6 od njih je zaposlenih v lokalnih gospodarskih javnih službah. Bolnišnični glavni inženir Frank Reis, ki je umrl v požaru, je tekel iz svojega doma, ko je sledil klicu sestre Anastasije. Vstopil je skozi vhod v klet in nato v pralnico. Nazadnje je bil viden, ko se je boril z ognjem v jašku za perilo z gasilnim aparatom, morda pa je umrl pri poskusu reševanja svoje žene, ki je bila sprejeta v bolnišnico kot pacientka kakšen dan pred požarom. Gospa Reis je kasneje ušla ognju s skokom iz okna tretjega nadstropja in po informacijah je bila blizu smrti. 
Pod ruševinami v kletnih hodnikih pralnice so bili štiri prazna 2,5 galonska vedra sodavice ter gasilni aparati. Eden od teh je bil uporabljen pri poskusu gašenja požara v prvem nadstropju. Številne nune, ki so se na hitro oblekle v samostanu, so stopile v bolnišnico skozi prehod v kleti in pomagale Reisu dokler jih ni pregnal dim in vročina, ki sta hitro polnila hodnike. Potreba po rešitvi bolnikov je postala prioriteta.
Chemberlain, ki je vozil gasilni avto in član gasilske postaje sta prišla v ospredje stavbe v približno dveh minutah po sprožitvi alarma. Plameni so bili vidni na oknih v drugem in tretjem nadstropju. Pacienti so bili na oknih drugega nadstropja in kričali na pomoč. Sosedje, nune, sestre in hitro naraščajoča množica ljudi so hitro pomagali nastaviti lestve na prednja okna. Nekateri pacienti so skakali skozi okna, kateri so zaradi padca umrli ali pa utrpeli hude poškodbe. Če bi počakali le nekaj sekund bi jim bila morda omogočena varna rešitev.
Šef Wilkins je prispel dve minuti kasneje, sledil je telefonskemu klicu. Prišel je skupaj s tremi člani gasilskega društva. Nemudoma je preveril zasilni izhod na območju vzhodnega krila in bil šokiran, ker ga nihče ni uporabljal, saj je dim uhajal tudi skozi vrata požarnega izhoda na koncu hodnika tretjega nadstropja.
Priče so potrdile izjavo članov gasilskega društva, da so v minuti ali dveh po prihodu prvega gasilskega avtomobila plameni vdrli skozi streho, v bližini odprtega stopnišča v sekciji severnih in vzhodnih hodnikov, in skoraj direktno nad odprtim stopniščem v severovzhodnem kotu blizu vrtca v drugem nadstropju. Kasneje je rezultat potrdil Wilkins z izjavo, da niso imeli nobenih možnosti.
Nemogoče je pričakovati, da lahko kdor koli, ki je bil vpleten v masovno tragedijo, le-to časovno opredeli. Verjetno je, da je pomočnik inženirja Harry Stalling prišel v petih minutah po alarmu, z društvenim gasilnim avtom, ki ima možnost načrpati 750 galon na minuto, ustreznimi cevmi, 28 stopničasto lestvijo ter 50 stopničasto aluminijasto lestvijo. Na prizorišče požara sta bila pripeljana še dva dodatna aparata in črpalnik vode ter popolnoma opremljeni reševalni avto. Willkins zatrjuje, da je bilo po sprožitvi alarma v desetih minutah na kraju požara prisotnih 22 mož oddelka.
Gasilci so se morali že med reševalno akcijo soočati s kritičnimi komentarji ostalih prisotnih na kraju dogodka, saj je to v navadi v slučaju večjih nesreč ter izgube človeških življenj. Večina  gasilcev je bila v tretjem nadstropju. Odločiti so se morali med dvema možnostma. Ali začeti reševati bolnike ali pa potegniti cevi in polivati ogenj z vodo. Mnogi od pacientov so bili živi, a bi zagotovo umrli v požaru, če ne bi bilo reševanje pacientov prva prioriteta. To prioriteto je določil sam pomočnik Chamberlaina, bila pa je potrjena tudi s strani inženirja Wilkinsa ob njegovem prihodu minuto ali dve kasneje.
Novinarji so bili zelo hitri pri pobiranju komentarjev in preverjanju govoric o nizkem pritisku vode na hidrantih, ki so povzročale preglavice pri gašenju ognja. Šteje se, da so bile zaloge vode, pritiska in gasilske opreme zadostne, da bi bile kos skoraj vsaki urgenci požara, razen pri nalogah s katerimi so se soočili v bolnišnici Svetega Antona, saj je bil požar specifičen. To pomeni, da je bil ogenj prisoten na hodnikih , stopniščih ter strehi. Požar se je pričel ter razširil brez kakršnegakoli avtomatskega javljanja signala požara.
Na odziv na državni policijski radijski alarm, so prostovoljna gasilska društva iz Matoona (28 milj), Neoga (15 milj), Sigela (8 milj), Alpamonta (12 milj), Teutopolisa (4 milje) in Salema (45 milj) prišla z enim službenim vozilom. Centralia (62 milj) je poslala gasilce na prizorišče brez aparatur ter opreme. Zatem je več kot 50 gasilcev iz te in drugih skupnosti bilo na dolžnosti nekaj dni, saj so iskali dokaze, ki bi lahko kazali na vzroke požara.

## Preprečitev požara
Da so lahko priporočila za požarno varnost in preventivo ter zaščito sprejeta, morajo biti tudi praktična. Morajo biti prikazana v zapisu o požarni varnosti, morajo pa predvsem poudariti da je to potrebno za varnost življenja in premoženja. Priporočila poleg tistih navedenih spodaj bi se lahko glasila tudi nekako takole: Nadomestite gorljivo konstrukcijo s protipožarno konstrukcijo. Ni dvoma, da bi bilo tako priporočilo zaželeno, ampak zaradi ekonomskih razlogov ni izvedljivo v trenutku. Sestre reda Svetega Frančiška so se leta 1925 odločile, da lahko uporabljajo sodobno protipožarno gradnjo v stavbi ali naredijo zamenjave in dodatke na svojih bolnišnicah in pokazale da sprejemajo to vrsto gradnje na tej in drugih bolnišnicah, ki jih upravlja red. Osnovna predpostavka v priporočilu je, da zamenjava strukture ni bila izvedljiva pred požarom. Stavba se lahko varno in mnogo let uporablja, če bi bili predlogi in priporočila izpolnjeni.

## Izjava anonimneža 11. marca 2009
Moja mama je bila v noči požara pacientka v tej bolnišnici. Okoli polnoči jo je zbudil ženski krik in tako je odšla do vrat njene sobe, da bi ugotovila kaj je narobe. Ko je pogledala na hodnik, je za vogalom zagledala eksplozijo ognja, ki se je naglo bližala proti njej, tako, da ji je tik pred zdajci le s težavo uspelo zaloputniti vrata.
Mama je ne da bi se zavedala, vzela svojo torbico iz nočne omarice in odhitela do okna, ki ga je odprla, da bi poklicala na pomoč. Kljub temu, da je bila v prvem nadstropju, je bila zaradi delne kleti in visokih stropov 4.57 metra visoko. Dim je zelo hitro polnil sobo, zato se je usedla na okensko polico in se nagnila ven, tako da je lahko dihala.
Ko je požar prodrl skozi njena zaprta vrata, je mama kmalu visela z okenske  police tako, da se je držala le še s prsti. Moški, ki je živel v bližini bolnišnice ji je zaklical, da bo prišel do nje in ji pomagal priti na varno. Od doma je prinesel kuhinjski stol in se tako od okna do okna počasi premikal do pacientov potrebnih pomoči in jih reševal, tako, da jim je pomagal priplezati do tal. Ko je pomagal mami, so plameni prodrli že vse do okna, tako da sta oba padla del poti do tal (v časopisu sem prebral, da si je vsaj en človek , ki je pomagal ljudem pri reševanju iz goreče stavbe dobil opekline po obrazu in po rokah). Med reševanjem je mama spoznala, da je bil njen reševalec Benny Harker, prijatelj iz otroštva z dežele Coles, Illinois. Bližnji sosedi bolnišnice so od vsepovsod hiteli na pomoč z domačimi lestvami in poskušali pomagati ljudem iz nižjih nadstropij. Veliko jih je s seboj prineslo tudi žimnice lastnih postelj v upanju, da bi s tem ublažili padce ljudi iz višjih nadstropij. Starejša nuna je prinesla svoj kopalni plašč in copate mami (ki je bila oblečena v kratko zadaj prerezano bolnišnično obleko) in jo odpeljala v samostan, kjer jo je pospremila v svojo posteljo. Nuna se je takoj - nemudoma vrnila, ker je bila možnost širjenja požara do njihovega samostana, njene sobe, morali so se pomikati dalje, naprej. Nato so nadaljevali pot do najbližje garaže, kjer so bile na tleh posteljnine, pripravljene za evakuirance, ki so čakali prvo pomoč. Medtem ko so triažirali bolnike, so medicinske sestre lahko uporabljale rdečo šminko, ki je bila prisotna v mamini torbici in so označevali osebam na čelo znak X, katere so bile potrebne urgentne pomoči. Mislim, da so garažo, v katere so evakuirali ranjene bolnike, kasneje uporabili kot zasilno mrtvašnico, za prva trupla, ki so bila izkopana iz ruševin. Še pred jutranjo zoro, po požaru, je nekdo telefoniral v našo domačijo na podeželju v Cumberland in rekel: "Vaša pacientka je na varnem, vendar pa je bolnišnica St. Anthony pogorela do tal." Mati sama je očeta poklicala kmalu zatem: "Pridi pome!" Zaradi kaosa je nekdo takoj po požaru pomotoma poklical maminega najmlajšega brata in rekel, da je njegova sestra umrla zaradi poškodb, ki jih je utrpela v požaru. Brat je že začel žalovati za umrlo sestro, vendar ko je izvedel, da je šlo za pomoto, ni takoj verjel, da je mama na varnem, dokler ni slišal njenega glasu preko telefona. Iz različnih člankov ( sodeč po mamini teoriji, ki jih je slišala in brala poročila raziskovalcev požara), mislim, da je kot vzrok nesreče bil samovžig krp v čistilnici, ki so se kopičile v kleti. Lahko, da so se smodile več ur (neodkrito, saj je bilo pozno ponoči), kar je povzročalo, da so eksplozivni plini polnili omrežje kanalov, ki jih uporabljajo za umazano perilo, kar je obremenilo stene in akumuliralo vzdolž visokih stropov zgornjih koridorjev, preden jih je nekaj ljudi, ki so bili budni in so se premikali v stavbi tisto uro, zaznalo. Ko tako smojenje sčasoma zagori, lahko povzroči take vrste eksplozijo in hitro premikajoč se ogenj, ki so ga opisale priče.

## Požarni škropilnik (Sprinkler)
Požarni škropilnik je zaščita namenjena odkrivanju in pogasitvi požara v začetni fazi, in tako ima tri zelo pomembne namene. Prvi namen je odkrivanje povišane temperature v prostoru, drugi je sprožitev gasilnega polnila (voda, pena, plin), tretja pa je alarmiranje (Šprinkler alarm). Na sliki je prikazan vložek - ampula rdeče bave, ki se pri določeni temperaturi (različne temperature) zdrobi, tako odpre prosto pot gasilnemu sredstvu, ki se razporedi preko spodnjega dela (sprinkler - "sprinkl" EN:špricati).

## glej tudi
- Članek Adam Groves, 2006 Arhivirano 2016-03-03 na Wayback Machine.
- Tragedija v bolnici Svetega Antona Arhivirano 2010-03-31 na Wayback Machine.
- Zgodovina bolnišnice Svetega Antona
- Tragedija 1949 Arhivirano 2012-08-23 na Wayback Machine.